# Farkas István (nyomdász)
Farkas István (Szeged, 1897. július 5. – Szeged, 1983. május 5.) magyar nyomdász, kommunista politikus, az Ideiglenes Nemzetgyűlés képviselője.

## Élete
Egy vasúti pályamunkás családjában született; fiatalon a nyomdász szakmát tanulta ki, és már 15 évesen, 1912-ben szabadult. Gépszedőként kezdett dolgozni a szegedi Dugonics, majd az Árpád Nyomdában. 18 évesen, 1915-ben belépett a nyomdász szakegyesület helyi csoportjába és egyúttal a Magyarországi Szociáldemokrata Pártba. Ugyanabban az évben katonai behívót is kapott, s csak az első világháború utolsó évében, 1918-ban szerelhetett le.
Hazatérve bekapcsolódott az akkor éledező munkásmozgalomba, rövid időn belül a nyomdász szakszervezeti csoport vezetője lett. 1919 elején belépett a Kommunisták Magyarországi Pártjába (KMP), a tanácsköztársaság kikiáltása után pedig vöröskatonának állt. Mivel azonban Szegedet a kommün ideje alatt is francia katonák tartották ellenőrzésük alatt, egy alkalommal letartóztatták, miután illegális plakátozáson érték tetten, és bár egy időre szabadon engedték, 1919 júniusától 1921 decemberéig internálták, illetve rendőri felügyelet alatt állt.
1921-től ismét a helyi nyomdászszakszervezetben vállalt szerepet, előbb titkári, majd alelnöki, később pedig elnöki pozíciót töltött be. Kapcsolatot tartott az ekkoriban illegalitásban működő KMP szegedi csoportjával, illetve gyűjtéseket is szervezett a nyomdászok körében a Vörös Segély számára.
A második világháború végén, a front elvonulását követően – 1944 októberében – átlépett a Magyar Kommunista Pártba, melynek színeiben már decembertől a városi törvényhatósági bizottság tagja lett, s még ugyanabban a hónapban megválasztották az Ideiglenes Nemzetgyűlés képviselőjévé is. 1946 és 1948 között a Szegedi Munkásszövetkezet igazgatóságának tagja volt, s közben, 1947-ben bekerült az MKP nagy-szegedi végrehajtó bizottságába is.
1948–1949-ben, a nyomdák államosításakor helyet kapott az államosítást lebonyolító bizottságban. Az MKP és a Magyarországi Szociáldemokrata Párt (MSZDP) egyesülése után tagja lett az újonnan létrejött Magyar Dolgozók Pártjának (MDP) is; 1951–1953 között függetlenített üzemi párttitkár volt.
Az 1956-os forradalom leverését követően részt vett a párt újjászervezésében, ezáltal a Magyar Szocialista Munkáspártnak (MSZMP) is a tagja lett. Még bőven a nyugdíjkorhatáron túl is aktívan politizáló ember maradt: az 1970-es években, mint nyugdíjas, az MSZMP szegedi pártbizottságának volt társadalmi munkatársa, illetve instruktora.

## Elismerései
- Szocialista Munkáért Érdemérem (1955)
- Munka Érdemrend arany fokozat (1964)
- Szocialista Hazáért Érdemrend (1964)
- Felszabadulási Jubileumi Emlékérem (1970)